# Diego Wellig
Diego Wellig (* 18. Juli 1961 in der Schweiz) ist Bergführer und Schneesportlehrer.
Nach Abschluss seiner Elektromechanikerlehre 1981 machte er im folgenden Jahr sein Bergführerdiplom. 1987 legte er das Schneesportlehrerdiplom ab. 1991 begann er eine Schulleiterausbildung und war Leiter der Schneesportschule Belalp.
Diego Wellig arbeitet seit 1983 in den Sommermonaten als Bergführer in den Alpen. Im Frühjahr und Herbst leitet er Trekkingtouren und Expeditionen in Asien, Südamerika und Afrika.

## Bergsteigen
1975 trat er mit 14 Jahren in die SAC-JO Ortsgruppe Brig ein und bestieg im gleichen Jahr mit dem Allalin (4027 m) seinen ersten Viertausender. Bis 2002 gelang ihm als erstem Schweizer die Besteigung der höchsten Berge aller Kontinente, der so genannten Seven Summits.

## Sportklettern
Als Jugendlicher war Diego Wellig vom aufkommenden Sportklettern begeistert. Nach den klassischen Klettertouren und Wänden in Europa kletterte Diego Wellig auch im Yosemite National Park in Nordamerika. Die Besteigung der berühmten Wände wie der 1000 m hohen El Capitan und der 750 m hohe Half Dome sind Höhepunkte seiner Sportkletterzeit.

## Besteigungen, Erfolge
- 1982: Eiger-, Matterhorn-, Grand Jorasse-, Breithorn-, Nesthornnordwand
- 1983: Huascarán 6723 m und Chopicalki 6340 m
- 1985: Shishapangma 8046 m (1. Achttausender)
- 1986: Broad Peak 8047 m (2. Achttausender) – Fitz Roy 3421 m
- 1987: Matterhorn Nordwand im Winter – Aconcagua 6959 m – Carstensz-Pyramide 4967 m
- 1988: Gasherbrum II 8035 m (3. Achttausender) –  Aoraki/Mount Cook 3724 m
- 1989: Elbrus 5647 m –  1. Versuch: Mount Everest 8848 m, bis auf 8100 m Nordseite (zu viel Schnee)
- 1990: Nanga Parbat Nordgipfel 8070 m (4. Achttausender), Skiabfahrt mit Hans Kammerlander –  Gurla Mandhata 7728 m (Zweitbesteigung)
- 1991: Ama Dablam 6837 m (Matterhorn Nepals)
- 1992: Matterhorn alle 4 Grate im Aufstieg und Abstieg in 24 Stunden (Z’Mutt, Furgg, Italiener, Hörnli) –  2. Versuch Mount Everest 8848 m (8751 m Südgipfel ohne Sauerstoffflaschen) –  Mount Vinson 4897 m
- 1994: Denali 6190 m –  Kilimanjaro 5895 m
- 2002: Mount Everest 8848 m (5. Achttausender)
- 2003: Ojos del Salado 6880 m (Höchster aktiver Vulkan)
- 2004: Elbrus 5642 m (Skitour) – Ararat 5165 m (Skitour) – Damavand 5671 m (Skitour)  – Mustagh Ata 7546 m (Skitour)  – Cotopaxi 5897 m – Cayambe 5723 m – Chimborazo 6310 m – Lluillailaco 6798 m  – Mercedario 6814 m
- 2005: Mirador 5200 m – Cerro Austria 5320 m – Cico Alpamayo 5320 m – Illimani 6447 m – Parinacota 6342 m – Pisco 5752 m – Urus 5495 m – Tocllaraju 6032 m – Alma Kuh 4850 m – Gardunehkuh 4402 m – Damavand 5671 m – Pico Orizaba 5700 m – Iztaccihuatl 5286 m – Cerro Torre 3128 m (Maestri Route)
- 2006: Walther Penck 6645 m – Tres Cruzes 6753 m – Cho Oyu 8201 m (6. Achttausender) – Tronador 3451 m – Osorno 2945 m
- 2007: Elbrus 5642 m  – Ninchin Kangsa 7200 m – Cotopaxi 5897 m – Cayambe 5723 m – Chimborazo 6310 m – Iliniza Nort 5107 m – Anapurnna Trekking – Umrundung von Cerro Torre und Fitz Roy
- 2008: Kantsch Trekking –  Kilimanjaro 5895 m – Chachani 6078 m – Parinacota 6345 m – Pomerabe 6235 m – Sajama 6542 m – Cotopaxi 5897 m – Cayambe 5723 m – Chimborazo 6310 m – Iliniza Nort 5107 m – Shivling 6543 m (28. Mai 2008 W-Grat)
- 2009: Annapurna - Tilicho - Dhaulagiri  Trekking, Dhampus Peak 6035 m – Ishinca 5530 m – Tocllaraju 6032 m – Alpamayo 5947 m – Parinacota 6345 m – Wila Llojele 5244 m – Janco Laya 5545 m – Jano Huyo 5512 m – Acontango 6052 m – Kalapatar 5432 m – El Torro 6134 m – Umrundung Cerro Torre, Fitz Roy
- 2010: Api 713 m – Elbrus 5642 m – Huayhuash Trekking – Cerro Austria 5132 m – Cerro Mirador 5265 m – Acontango 6052 m
- 2011: Himlung 7134 m – Seribung 6123 m – Nermut Dagi 2935 m (Skitour) – Ararat 5167 m (2x: Skitour&Sommer) – Mt. Kackar 3932 m – Mt. Artus 3567 m – Cerro Pastilitos 5090 m – Tres Ermano 5023 m – Cerro Copiapo 6052 m – Ermitano 6187 m – Vicunia 6073 m – San Francisco 6027 m – Bonete Chico 6759 m – Ojos de Salado 6893 m (2×)
- 2012: Gokyo Ri 5360 m – Lobuche East 6119 m – Island Peak 6189 m – Mt. Everest 8848 m (Nord Col Route) – Mt. Kenya – Pt. Lenana 4985 m (2×) – Kilimanjaro 5895 m

## Privates
Er ist verheiratet mit Silvia Schwery; sie haben zwei Kinder.
| Personendaten    | Personendaten                         |
| ---------------- | ------------------------------------- |
| NAME             | Wellig, Diego                         |
| KURZBESCHREIBUNG | Schweizer Bergführer und Schneelehrer |
| GEBURTSDATUM     | 18. Juli 1961                         |
| GEBURTSORT       | Schweiz                               |